# Kultasuklaa
A Kultasuklaa OY finn csokoládégyártó vállalat, a céget 1990-ben alapították, az első csokoládégyár Iittalában 1991-ben kezdhette meg a működését.
A csokoládégyártó vállalat választékában félszáznál is több csokoládékülönlegesség található, melyeket mind kézzel készítenek. A felhasznált alapanyagok minősége, a kézzel való gyártás és a magas finnországi életszínvonal miatt a csokoládék igen drágák, magyar szemmel már-már megfizethetetlenek.
Jelenleg a gyár boltjában és két helsinki bevásárlócsarnokokban lehet közvetlenül megvenni a gyár termékeit. A turkui boltot 2013 januárjában bezárták. Ezeken kívül internetes bolttal is rendelkezik a vállalat. A cég a Mikulás Alapítvány együttműködő partnere.